# Lara Sajen
Lara Sajén Fleitas, más conocida como Lara Sajen (Campana, 22 de septiembre de 1977), es una bailarina, cantante y participante de reality shows argentina.

## Biografía
Nació en la ciudad de Campana en la provincia de Buenos Aires el 22 de septiembre de 1977. Después de trabajar como bailarina en Argentina, en mayo de 2004 migró a España, estableciéndose en Madrid, para realizar espectáculos de danza. Allí actuó en los escenarios del barrio de Chueca.
Durante diez años integró el cuerpo de baile del grupo musical Fangoria.
Tras participar en algunas producciones de cine y en televisión, destacando como asesora en 2014 en Mujeres y hombres y viceversa, en 2019 saltó a la fama como concursante del reality show de diseño de moda Maestros de la costura de La1 de RTVE, donde quedó en quinto lugar.
En 2021 participó en Supervivientes en Honduras.
En 2023 participó de solos el reality de Telecinco donde compartió el pisito con Ana luque 

## Discografía

### EP
- Y tú de qué vas? (2014)

### Sencillos
- Escandalosa (2014)
- Peligrosa (2015)
- Furiosa
- Poderosa
- Pomposa
- Ojos de fuego
- Me rindo sin combatir

## Filmografía

### Películas
| Año  | Título           | Personaje          | notas |
| ---- | ---------------- | ------------------ | ----- |
| 2015 | A cambio de nada | trabajadora sexual |       |

### Televisión
| Año  | Título                 | Personaje   | Notas          |
| ---- | ---------------------- | ----------- | -------------- |
| 2014 | Fantasmagórica         | Cuqui       |                |
| 2018 | Me cambio de apellido  | Ella misma  |                |
| 2019 | Maestros de la costura | Concursante | 9.ª expulsada  |
| 2021 | Supervivientes         | Concursante | 10.ª expulsada |
| 2023 | Solos/Solas            | Concursante | 7 días         |